# Cambrian (Californie)
Cambrian est une census-designated place du comté de Santa Clara, dans l'État de Californie, aux États-Unis. En 2020, elle compte une population de 3 719 habitants.